# Gundelinde von Niedermünster
Gundelinde von Niedermünster (* um 680–690; † nach 720 in Niedermünster) war erste Äbtissin des Klosters Niedermünster im Elsass. Sie entstammte dem elsässischen Herzogsgeschlecht der Etichonen und war die vermutlich jüngste Tochter von Herzog Adalbert und seiner Ehefrau Gerlinde. In der Katholischen Kirche gilt sie als Heilige, ihr Gedenktag ist der 28. März.

## Leben und Wirken
Gundelinde wurde im Kloster Hohenburg auf dem Odilienberg erzogen. Gründerin und Äbtissin des Klosters war ihre Tante Odilia. Später trat Gundelinde, wie auch ihre Schwestern Eugenia und Attala, in das Kloster Hohenburg als Ordensfrau ein. Anfang des 8. Jahrhunderts regierte Odilia auf den Zustrom kranker Pilger zum Odilienberg durch Gründung eines Spitals, südlich des Berges gelegen. Zur Betreuung der Kranken siedelte sie einen Konvent ihrer Klosterfrauen dort an, unter ihnen Gundelinde. Die Niederlassung entwickelte zunehmende Eigenständigkeit und wurde schließlich zum Kloster Niedermünster ausgebaut. Nach dem Tod Odilias (um 720) wurde Niedermünster zur Abtei und Gundelinde die erste Äbtissin. Dort blieb sie zeitlebens; sie starb nach 720 und wurde in der Klosterkirche beigesetzt.

## Verehrung als Heilige

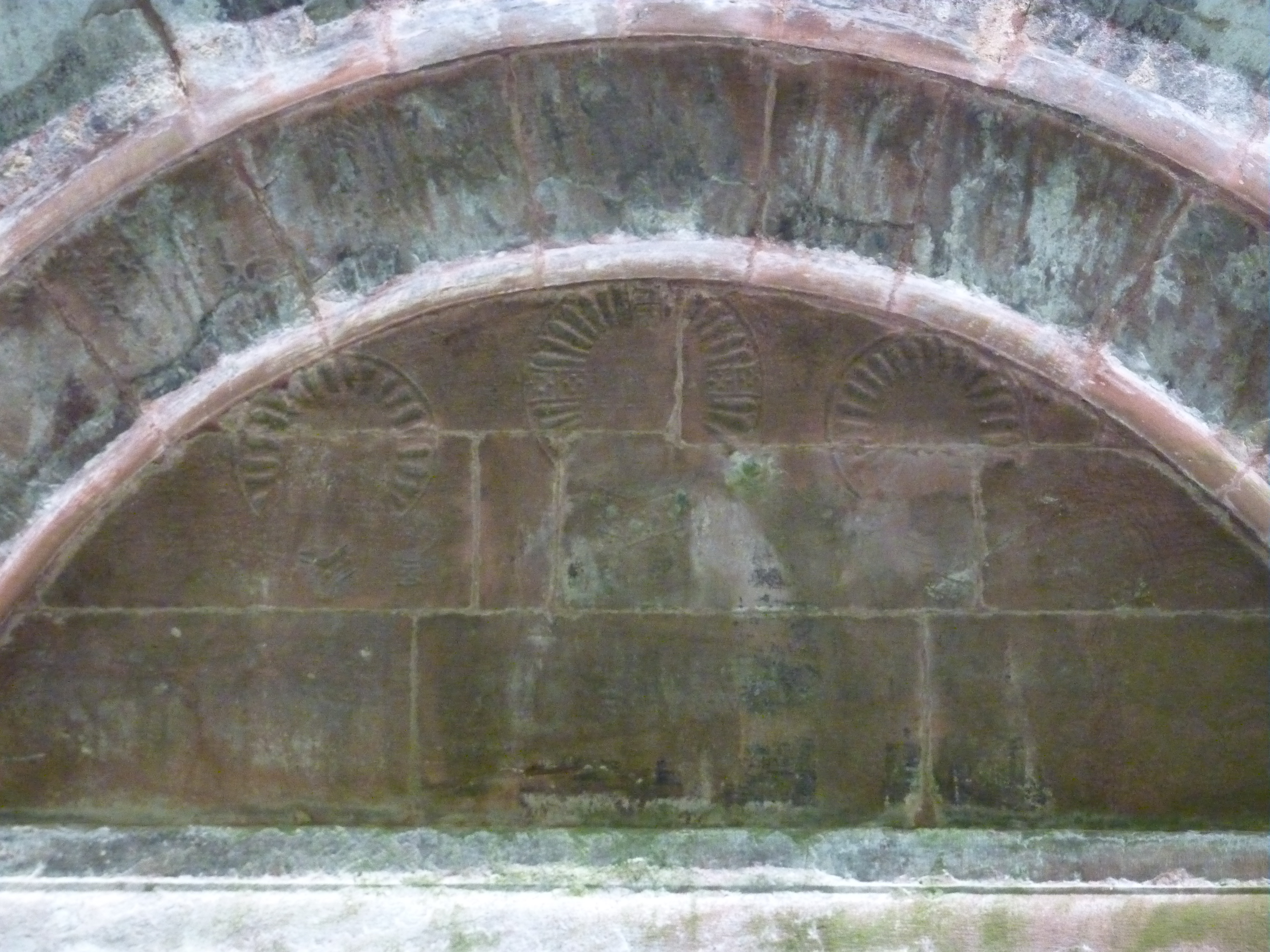
Relief über dem Westportal der Klosterkirche von Niedermünster.

Gundelinde wurde nach ihrem Tod als Heilige verehrt, vermutlich in Anerkennung ihrer Verdienste um die Kranken und den Aufbau des Klosters. Ihre Gebeine wurden später erhoben und in der Klosterkirche an hervorgehobener Stelle beigesetzt. Gundelinde war, zumindest zeitweise, neben der Gottesmutter Maria Patronin der Klosterkirche. Ein Relief über dem Westportal zeigt vermutlich Gundelinde und Maria flankierend neben Jesus Christus. Ein Glasfenster des Straßburger Münsters aus dem 14. Jahrhundert zeigt Gundelinde im Kreis weiterer Heiliger. Nach dem Untergang des Klosters im 16. Jahrhundert wurden ihre Gebeine in das Kloster Einsiedeln überführt. Ihr Gedenktag ist der 28. März, ein eigenes liturgisches Fest ist jedoch nicht überliefert.